# Kirk Van Houten
Kirk Van Houten je fiktivní postava z amerického animovaného seriálu Simpsonovi. Kirk je otec Milhouse. Poprvé se objevil v epizodě Milhouseův románek. Se svou ženou Luann se nejprve rozvede a později se za ni znovu ožení. Nosí brýle, hnědý svetr a hnědé tepláky.
Kirk je původně šťastný, dobře zabezpečený muž, vlastnící továrnu na sušenky. Má rodinný dům. Jednoho dne nastane zlomový okamžik, když Kirk v dílu Rozdělený Milhouse přijde o práci, a jelikož je na tom finanční špatně, jeho žena se s ním rozvede. Kirk se odstěhuje do bytů pro svobodné, kde žije ve špíně a bídě až do doby, kdy skončí ve vězení, ale líbí se mu tam, protože má po dlouhé době teplé jídlo a vnucují se mu ženy. Do vězení se dostane za to, že k němu do bytu vleze Bart a jeho rodiče si myslí, že ho někdo unesl. Když Barta najdou u Kirka v bytě, domnívají se, že je únoscem Kirk.
Kirk se později k Luann v epizodě Sirotek Milhouse opět vrátí. Bart a Milhouse chtějí tento vztah zničit, ale namísto toho rozhádají Bartovy rodiče. Kirk s Luann se nakonec opět vezmou.